# Luciano Succi
Luciano Succi (Forlì, 31 gennaio 1915 – Predappio, 27 giugno 2010) è stato un ciclista su strada italiano, professionista e indipendente dal 1938 al 1942 e vincitore del Trofeo Moschini 1941 e della Tre Valli Varesine 1942.

## Palmarès
- 1935 (dilettanti)

Bologna-Raticosa
- 1941 (Dopol. Aeron. Predappio, due vittorie)

Coppa Buttafochi
Trofeo Moschini
- 1942 (Olmo, due vittorie)

Torino-Biella
Tre Valli Varesine

## Piazzamenti

### Grandi Giri
- Giro d'Italia

1938: 31º

### Classiche monumento
- Milano-Sanremo

1938: 50º
1939: 32º
1940: 10º
1941: 16º
1942: 32º
- Giro di Lombardia

1938: 25º
1939: 13º
1940: 9º
1941: 27º
1942: 7º